# Chang Myon
Chang Myon (coreeană 장면; n. 28 august 1899; d. 4 iunie 1966) a fost un politician, profesor și diplomat coreean. A fost vicepreședinte al Coreei de Sud între 1956 și 1960, al doilea prim-ministru (1950 și 1952) și al șaptelea prim-ministru (1960 și 1951) al acestei țări. Convertit la catolicism, Chang Myon și-a luat numele de botez de Johan.

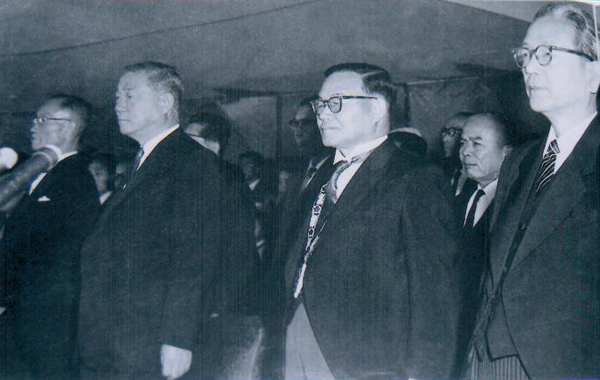
Chang Myon și Yun po-seon

## Publicații
- 한알의 밀이 죽지 않고는(1967)